# The Collection (Alexandra Stan)
The Collection è una video compilation della cantante Alexandra Stan, pubblicata esclusivamente in Giappone dalla Victor nel 2015.

## Tracce
1. Mr.Saxobeat
2. Get Back (ASAP)
3. Dance
4. Lemonade
5. 1.000.000
6. Cherry Pop
7. Get Back (ASAP) [Maan Studio Remix]
8. All My People
9. Cliche (Hush Hush)
10. Give Me Your Everything
11. Vanilla Chocolat
12. Lollipop (Param Pam Pam)
13. Thanks for Leaving